# Chloraea venosa
Chloraea venosa es una especie de orquídea de hábito terrestre originaria de Sudamérica.

## Descripción
Es una  orquídea de tamaño gigante que prefiere el clima fresco. Tiene hábito terrestre.  La planta tiene raíces que dan lugar a un tallo erecto, no ramificado, envuelto completamente por vainas y con hojas ampliamente ovadas y obtusas basalmente y hacia el ápice, elíptico-lanceoladas y agudas. Florecen en el otoño en una inflorescencia terminal erecta, en forma de racimo de 25 cm de largo, con de varias [6-12]  flores.

## Distribución
Se encuentra en el Perú en campos de hierba húmeda en lugares protegidos a una altitud de 2500 a 3100 metros.

## Sinonimia
- Asarca venosa (Rchb.f.) Kuntze, Revis. Gen. Pl. 2: 652 (1891)[2]